# 哈特菲爾德 (麻薩諸塞州)
哈特菲爾德（英語：Hatfield）是一個位於美國麻薩諸塞州漢普夏縣的鎮。

## 人口
根據2020年美國人口普查的數據，哈特菲爾德的面積為43.60平方千米，當中陸地面積為41.20平方千米，而水域面積為2.40平方千米。當地共有人口3352人，而人口密度為每平方千米77人。